# Anotia caliginosa
Anotia caliginosa är en insektsart som beskrevs av Ball 1937. Anotia caliginosa ingår i släktet Anotia och familjen Derbidae. Inga underarter finns listade i Catalogue of Life.